# まかまか
『まかまか』は、美川べるのによる日本の漫画作品。『ヤングエース』（角川書店）にて2009年Vol.4より2012年1月号まで連載された、また同社『4コマnanoエース』Vol.1より連載中。単行本は全4巻。

## 作品概要
リア充を嫌う喪男の国語教師と、クセのある女生徒たちとのドタバタコメディ。異常スキルの持ち主、女装キャラ、性格破綻者、数少ない突っ込み役、いじられ役のお嬢様、忠臣の皮を被ったいじり役など、美川べるのの作品によく見られる構成となっている。当初は講談社のウェブコミック『e-manga』で『超空転神トランセイザー』の後に連載される予定だったが、e-mangaが無くなった事でヤングエースに流れついた。単行本未収録のトランセイザーのおまけ回(最終回の次の号)に美咲達と思われる人物達が登場している。

## 登場人物

### 教師
速見 敦志（はやみ あつし）
国語教師。身長175cm。34年間彼女ができなかったトラウマから、重度の女性不信となる。美咲を中心とする女生徒に振り回されている。帰宅部の顧問である。性格はネガティブで陰湿。さらに、大人気なく天邪鬼。また、これらの内面を生徒相手だろうと好き放題に発言したり、非常に短気で、美咲のボケなどには容赦なくツッコむなど、かなり問題のある性格。イケメンとリア充を敵と考えており、教師とは思えない言動を繰り返し、クリスマスなど、カップルが喜ぶイベントを心から嫌う。また、ファンシーショップに行くことも嫌がり、レジに並ぶとなると全身から出血するほどの拒絶反応を示す。だが、猫等動物は好きである。興味のないことには関与しないため、生徒の名前を全員覚えていない。また、中二病であり、自分には特別な力があると妄想に耽ることがある。得意技は『敦志イヤー』で、雑音の中から、自分に向けられた『ショボイ』『ダセエ』等の言葉をピックアップすることができる。神経質なせいか、片づけが得意である。推理小説が好き。趣味でやっているのか、同人誌など妙な事にも詳しい。好物は納豆，うどん。
リア充嫌いを上回るほどお化け嫌いであり、肝試しをやろうと言われると窓を突き破って外に飛び出したり、霊を模したむしろかわいい部類の人形にすら恐怖する。挙句の果てには普段毛嫌いしているファンシーグッズにまで癒しを求めるほどである。夜の校舎で背後から囁かれたりするだけでショック死を起こすなど、異様な打たれ弱さを披露した。
『レジデン都市505』の登場人物である御堂華音は従姉妹である。従姉妹との関係は比較的「喧嘩するほど仲がいい」状態。
奈月 和也（なつき かずや）
美術教師。寮では速水の隣の部屋に住んでいるが、しょっちゅう速見に飯をたかられたり、勝手に風呂に入られたりしている。さらに、帰宅部員には速見が入ることを見越した自室の風呂にバラ入り入浴剤を入れられたりするなど、相当舐められている。イケメンでリア充であるため、何を発言しても大抵速見の怒りを買う。
校長（仮称）
ファムプーリ学園の校長。プロモーションビデオなどに資金は惜しまない性格だが、空気を読まない出しゃばり。プロモーションビデオをフルタイム自身の顔のアップで埋めた。
近衛 亜流留（このえ ありゅーる）
ファムプーリ学園の学園長。柚の父親。

### 帰宅部部員
帰宅部に所属する5人組。問題児と扱われているが、美咲の奇行以外はさほど問題要素はなく、頼りにされている模様。ただし美咲に頼ることが多いので結果に問題がある場合も多い。
美咲 亜弥（みさき あや）
萌え系気取って貼りついた笑顔が薄気味悪い17歳。ルックスはいいが頭が痛んでるため、ろくなことを言わない。クラスメイトには引かれているらしい。なお、これらの内容は自己紹介時に自分で喋った内容である。愛称はみさきち。仲のいい5人組のリーダー格。表情の変化が乏しい所ではなく、薄笑いの顔のまま、怒っているときもせいぜい眉しか動かない。絵画や運動など基本的に何でもできるが、料理を作ると最終的に材料を無視してランダムで全く違った料理が出てくる。どうも蓋を閉めると変化する模様。また、料理ですらない場合もあるが、死ぬほど美味しいらしい(ただしいくら食べても何の味かは分からない)。「性格がよければパーフェクト」と自評し、速見にも同意される。何故か教師を先生ではなくさん付けで呼ぶ（速見のことはたまにおっさん呼ばわり）。移動するときは、何故か手足が全く動いていなかったり逆に不可解な動きをしていることが多い。
桃井 乃々（ももい のの）
5人組の中では一番小さいが、説教臭く世話焼きで、得意料理が漬物や煮っ転がしなどであり、皆から「おかん」と呼ばれる。身長145cm。愛称はもものの。影が薄くあまり活躍しないので、忘れられるのではないかと危機感を抱いている。着ている服は常に服のサイズが合っておらず、袖をかなり余らせている。歩幅の問題か、移動するときは他のメンバーに運んでもらっている。その反面で速水の動きを止める事が出来る程の腕力を持っている。
趣味は手芸。好物は味噌汁、豆。
小鳥遊 真樹（たかなし まき）
バスセット集めとウィンドゥショッピングが趣味の男の娘。本名は真樹（まさき）である（自己紹介時に公言しているため、クラスメイトなどは知っている可能性が高い）。身長157cm。愛称はまきちー。得意料理はスウィーツ全般。あくまでトランスセクシャル（性同一性障害）ではなく、「（女装が似合う）男の子」として「女の子」の姿でありたいというタイプ。家が金持ちなので、女生徒として女子高に通うことができる。ちなみに、水着姿などは特に何も処置は施していない。部室に様々な衣装を置いている。
特技はネイルアート。好物はカスタードクリーム系。
桐生 沙有（きりゅう さあり）
ツンデレの皮を被った突っ込み役。身長158cm。愛称はさありん。ツインテールでツンデレっぽい外見で、見たまんまな性格だと言われている。しかし、デレる相手がいないのでツンデレセリフはほぼ言葉通りの意味である。奇行に走る速見や美咲をたしなめることが多く、彼らに特技の足技で全力で突っ込む。
趣味はDVD鑑賞、パズルゲーム。好物はフライドポテト、ほうれん草。
牧島 昴（まきしま すばる）
担任の速水に一目惚れした少女。身長160cm。愛称はすばるん。速水の捻くれた性格と駄目人間っぷりをポジティブに解釈する。全く妄想というわけではなく、それなりに速見という人間を見た上での解釈だが、妄想も相当入っている。弁当を作るなど速水の気を惹こうと必死にアタックするが、速見が女性不信であるために基本的に信じられていない。速見に対する盲信振りは美咲にすら「もうあかん」と言われるほどである。
趣味は妄想。特技はストーキング。好物はスルメ、羊羹。

### クラスメイト
近衛 柚（このえ ゆず）
美咲を一方的に目の敵にするライバルキャラ。学園長の娘。金持ちのお嬢様であることを利用して、美咲の邪魔をする。しかし頭が良くないためか、いつも失敗に終わる。初めて自分を認めてくれた男性である速水に好意を持っているが、自覚はない。1話から登場しており、6話で速水に「お嬢っぽいの」と言われていたが、制服を着ていないときは見事に存在を忘れられた。速水に同類と思われているため、作中で彼が好意的に接する数少ない登場人物。
一ノ瀬 明里（いちのせ あかり）
近衛の部下。妹キャラ。明るい性格だが一番影が薄い。
二宮 彼方（にのみや かなた）
近衛の部下。内気キャラ。眼鏡っ子で一人称がボク。本人は否定しているが3巻では真樹と同じく男の娘ということが明かされ、真樹にライバル視される。
三峰 都貴子（みつみね ときこ）
近衛の部下。自称ドジッ子キャラ。近衛に従うふりをして、からかって楽しんでいる。近衛を馬鹿にしたいという点で、美咲と利害が一致しており、時に美咲側に付くことがある。ノリが良く木霊の妄想に付き合う事もある。実は美咲とは異母姉妹らしい(本人達談)。
木霊 瑞木（こだま みずき）
速水の受け持つ2-Cのクラスメイト。片目が隠れている。中二病を卒業できていない。本人曰く「透明の銀糸(クリアシルバー・マリオネット)」という能力を持っているらしい(妄想)。
亜理明&麻利安（ありあ&まりあ）
2-Cの生徒で、相思相愛の同性愛者（百合ップル）。髪型がそれぞれ玉ネギ、長ネギに似ているため、速水からは「ネギ似の人たち」「百合ネギ」と呼ばれている。
佐伯真奈（さえき　まな）
2-Cの生徒で、クラス委員長。前髪をオールバックにした長髪の眼鏡女子。文系眼鏡女子の外見と裏腹に美咲達よりも女子校生として、レベルの高いグループ(全員彼氏持ち)に属して、彼女らとガールズトークをしたり、コンビニエンスストアでアルバイトをしている等といった外向的な性格の持ち主である。携帯はスマートフォン。顔芸が得意。結果的に帰宅部の助力がきっかけでバイト先のイケメンで人格者の先輩と恋人同士になる事が出来た。
ムチムチおさげの女生徒（仮称）
2-Cの生徒。名称不明。六話で佐伯や近衛と一緒に「これから出る予定のキャラ」として紹介されたが、最終話まで忘れられた女生徒。最終話で「これから出る」という約束を果たす為に１ページだけ登場した。

### その他
風間 芽依（かざま めい）
ファムプーリ学園生徒会長。褐色肌の巨乳で、速水から副会長と合わせて「アニメっぽい人達」と言われた。熱い性格で、かっこいいフレーズなどを聞くと暴走することが多い。帰宅部を信頼しているのか、様々な依頼をして来る。そのため、登場頻度が多い。
一迅 冬牙（いちじん とうが）
ファムプーリ学園副会長。常に木刀を所持している。口数は少ない。感性が若干変わっているのか、アニメっぽいと言われて照れていた。
宍戸遊美(ししど　ゆみ)
服飾文化研究部の部長。口元にピアスを着け、制服のケープが長くマントの様になっている女性徒。｢ミス・ファムプーリコンテスト｣で審査委員を務めている。

## 用語
ファムプーリ学園
速見曰く「そこそこ伝統を持つ」小中高一貫の女子高。最寄駅から歩いて30分の海を見える丘の上に建っている。制服は県内でも人気が高い。近所に「私立ええおとこ学園」が存在する。
帰宅部
学校内に部室を持つ、美咲をリーダーとする部活。正確には同好会である。部活未所属なのではなく、帰宅までの時間を学生らしく過ごすのを目的としており、楽しげなことなら何でもやる。部室をもらう条件として、生徒会や他の部活の手伝いもしている。部室はそれなりの広さがあるが、ほとんどのメンバーが汚部屋体質のため、かなり散らかっている。

## 既刊一覧
1. 2010年8月4日発売 ISBN 978-4-04-854507-5
2. 2010年12月4日発売 ISBN 978-4-04-715597-8
3. 2011年7月4日発売 ISBN 978-4-04-715726-2
4. 2012年4月2日発売 ISBN 978-4-04-120188-6